# ناوكي يوشيكاوا
ناوكي يوشيكاوا (باليابانية: 吉川 直輝) (مواليد 21 أبريل 2002) هو لاعب كرة قدم ياباني.

## وصلات خارجية
- ناوكي يوشيكاوا على موقع رابطة كرة القدم اليابانية للمحترفين (اليابانية)
- ناوكي يوشيكاوا على موقع Soccerway.com (الإنجليزية)